# Copa da UEFA de 2000–01
Copa da UEFA de 2000–2001 foi a 30ª edição da Copa da UEFA, vencida pelo Liverpool F.C. da Inglaterra em vitória sobre o Deportivo Alavés por 5-4. A maior goleada da competição foi registada quando o Rayo Vallecano venceu o Constelació Esportiva (clube de Andorra) por 10-0.

## Fase de qualificação
| Equipe 1               | Total  | Equipe 2           | 1.º jogo      | 2.º jogo          |
| ---------------------- | ------ | ------------------ | ------------- | ----------------- |
| Universitatea Craiova  | 1–2    | Pobeda             | 1–1 (Report)  | 0–1 (Report)      |
| Folgore/Falciano       | 1–12   | Basel              | 1–5 (Report)  | 0–7 (Report)      |
| Neftçi Baku            | 2–3    | HIT Gorica         | 1–0 (Report)  | 1–3 (Report)      |
| Rapid Wien             | 6–0    | Teuta              | 2–0 (Report)  | 4–0 (Report)      |
| Club Brugge            | 6–1    | Flora              | 4–1 (Report)  | 2–0 (Report)      |
| ÍBV Vestmannaeyjar     | 0–5    | Hearts             | 0–2 (Report)  | 0–3 (Report)      |
| AB                     | 9–0    | B36                | 8–0 (Report)  | 1–0 (Report)      |
| Coleraine              | 1–3    | Örgryte            | 1–2 (Report)  | 0–1 (Report)      |
| Ararat Yerevan         | 3–4    | Košice             | 2–3 (Report)  | 1–1 (Report)      |
| Napredak Kruševac      | 6–2    | Viljandi Tulevik   | 5–1 (Report)  | 1–1 (Report)      |
| MTK                    | 5–2    | Jokerit            | 1–0 (Report)  | 4–2 (Report)      |
| Vorskla Poltava        | 4–0    | Rabotnički         | 2–0 (Report)  | 2–0 (Report)      |
| ÍA                     | 2–6    | Gent               | 2–3 (Report)  | 0–3 (Report)      |
| Bangor City            | 0–11   | Halmstads          | 0–7 (Report)  | 0–4 (Report)      |
| Ventspils              | 3–4    | Vasas              | 2–1 (Report)  | 1–3(aet) (Report) |
| Jeunesse Esch          | 0–11   | Celtic             | 0–4 (Report)  | 0–7 (Report)      |
| Drnovice               | 4–0    | Budućnost Banovići | 3–0 (Report)  | 1–0 (Report)      |
| Tomori Berat           | 2–5    | APOEL              | 2–3 (Report)  | 0–2 (Report)      |
| Rapid Bucureşti        | 3–1    | Mika               | 3–0 (Report)  | 0–1 (Report)      |
| WIT Georgia            | 1–4    | Beitar Jerusalem   | 0–3 (Report)  | 1–1 (Report)      |
| Omonia                 | 1–2    | Naftex Burgas      | 0–0 (Report)  | 1–2 (Report)      |
| Željezničar            | 1–3    | Wisła Kraków       | 0–0 (Report)  | 1–3 (Report)      |
| Sheriff Tiraspol       | 0–3    | Olimpija Ljubljana | 0–0 (Report)  | 0–3 (Report)      |
| Gandja                 | 0–7    | Antalyaspor        | 0–2 (Report)  | 0–5 (Report)      |
| Žalgiris Vilnius       | 2–7    | Ruch Chorzów       | 2–1 (Report)  | 0–6 (Report)      |
| Aberdeen               | 2–2(a) | Bohemian           | 1–2 (Report)  | 1–0 (Report)      |
| GÍ Gøta                | 1–4    | Norrköping         | 0–2 (Report)  | 1–2 (Report)      |
| Liepājas Metalurgs     | 1–2    | Brann              | 1–1 (Report)  | 0–1 (Report)      |
| Slavia-Mozyr           | 1–1(a) | Maccabi Haifa      | 1–1 (Report)  | 0–0 (Report)      |
| Slovan Bratislava      | 4–0    | Lokomotivi Tbilisi | 2–0 (Report)  | 2–0 (Report)      |
| Sliema Wanderers       | 3–5    | Partizan           | 2–1 (Report)  | 1–4 (Report)      |
| Constructorul Chişinău | 2–11   | CSKA Sofia         | 2–3 (Report)  | 0–8 (Report)      |
| AIK                    | 3–0    | Gomel              | 1–0 (Report)  | 2–0 (Report)      |
| HJK                    | 4–3    | Grevenmacher       | 4–1 (Report)  | 0–2 (Report)      |
| Glentoran              | 0–4    | Lillestrøm         | 0–3 (Report)  | 0–1 (Report)      |
| Ekranas                | 0–7    | Lierse             | 0–3 (Report)  | 0–4 (Report)      |
| Boavista               | 5–0    | Barry Town         | 2–0 (Report)  | 3–0 (Report)      |
| Constelació Esportiva  | 0–16   | Rayo Vallecano     | 0–10 (Report) | 0–6 (Report)      |
| Lausanne Sports        | 2–0    | Cork City          | 1–0 (Report)  | 1–0 (Report)      |
| Rijeka                 | 8–6    | Valletta           | 3–2 (Report)  | 5–4(aet) (Report) |
| Amica Wronki           | 6–3    | Vaduz              | 3–0 (Report)  | 3–3 (Report)      |

## Primeira fase
| Equipe 1           | Total  | Equipe 2          | 1.º jogo | 2.º jogo    |
| ------------------ | ------ | ----------------- | -------- | ----------- |
| Zimbru Chişinău    | 1–4    | Hertha BSC        | 1–2      | 0–2         |
| Antalyaspor        | 2–6    | Werder Bremen     | 2–0      | 0–6         |
| Bohemian           | 2–3    | Kaiserslautern    | 1–3      | 1–0         |
| Stuttgart          | (a)3–3 | Hearts            | 1–0      | 2–3         |
| Drnovice           | 0–1    | 1860 Munich       | 0–0      | 0–1         |
| Lokomotiv Moscow   | 4–2    | Naftex Burgas     | 4–2      | 0–0         |
| Norrköping         | 3–4    | Slovan Liberec    | 2–2      | 1–2         |
| Rapid Bucureşti    | 0–1    | Liverpool         | 0–1      | 0–0         |
| Zürich             | 1–4    | Racing Genk       | 1–2      | 0–2         |
| Olimpija Ljubljana | 2–3    | Espanyol          | 2–1      | 0–2         |
| Vorskla Poltava    | 2–4    | Boavista          | 1–2      | 1–2         |
| Brøndby            | 1–2    | Osijek            | 1–2      | 0–0         |
| Ruch Chorzów       | 1–7    | Internazionale    | 0–3      | 1–4         |
| Pobeda             | 0–6    | Parma             | 0–2      | 0–4         |
| Lausanne Sports    | 5–2    | Torpedo Moscow    | 3–2      | 2–0         |
| Celta de Vigo      | 1–0    | Rijeka            | 0–0      | 1–0(a.e.t.) |
| Leicester City     | 2–4    | Red Star Belgrade | 1–1      | 1–3         |
| Roda JC            | 1–4    | Inter Bratislava  | 0–2      | 1–2         |
| Kryvbas Kryvyi Rih | 0–6    | Nantes            | 0–1      | 0–5         |
| PAOK               | 6–4    | Beitar Jerusalem  | 3–1      | 3–3         |
| Slavia Prague      | 5–0    | AB                | 3–0      | 2–0         |
| Rapid Wien         | 4–1    | Örgryte           | 3–0      | 1–1         |
| Gent               | 0–9    | Ajax              | 0–6      | 0–3         |
| Lillestrøm         | 4–3    | Dynamo Moscow     | 3–1      | 1–2         |
| Košice             | 2–3    | Grazer            | 2–3      | 0–0         |
| CSKA Sofia         | 2–2(a) | MTK Hungária      | 1–2      | 1–0         |
| Deportivo Alavés   | 4–3    | Gaziantepspor     | 0–0      | 4–3         |
| Tirol Innsbruck    | 5–3    | Fiorentina        | 3–1      | 2–2         |
| Club Brugge        | 3–0    | APOEL             | 2–0      | 1–0         |
| CSKA Moscow        | 0–1    | Viborg            | 0–0      | 0–1(aet)    |
| Celtic             | 3–2    | HJK               | 2–0      | 1–2(aet)    |
| Gueugnon           | 0–1    | Iraklis           | 0–0      | 0–1         |
| Chelsea            | 1–2    | St. Gallen        | 1–0      | 0–2         |
| Real Zaragoza      | 5–5(p) | Wisła Kraków      | 4–1      | 1–4         |
| Molde              | 1–2    | Rayo Vallecano    | 0–1      | 1–1         |
| HIT Gorica         | 1–11   | Roma              | 1–4      | 0–7         |
| AIK                | 1–2    | Herfølge          | 0–1      | 1–1(aet)    |
| Vitesse            | 4–2    | Maccabi Haifa     | 3–0      | 1–2         |
| Vasas              | 2–4    | AEK Athens        | 2–2      | 0–2         |
| Partizan           | 1–2    | Porto             | 1–1      | 0–1         |
| Alania Vladikavkaz | 0–5    | Amica Wronki      | 0–3      | 0–2         |
| Halmstad           | 4–3    | Benfica           | 2–1      | 2–2         |
| Dunaferr           | 1–4    | Feyenoord         | 0–1      | 1–3         |
| Lierse             | 1–5    | Bordeaux          | 0–0      | 1–5         |
| Polonia Warsaw     | 0–3    | Udinese           | 0–1      | 0–2         |
| Basel              | 7–6    | Brann             | 3–2      | 4–4         |
| Napredak Kruševac  | 0–6    | OFI Crete         | 0–0      | 0–6         |
| Slovan Bratislava  | 1–4    | Dinamo Zagreb     | 0–3      | 1–1         |

## Segunda fase
| Equipe 1          | Total  | Equipe 2         | 1.º jogo | 2.º jogo |
| ----------------- | ------ | ---------------- | -------- | -------- |
| Iraklis           | 4–5    | Kaiserslautern   | 1–3      | 3–2      |
| Osijek            | 4–1    | Rapid Wien       | 2–1      | 2–0      |
| Udinese           | 1–3    | PAOK             | 1–0      | 0–3(aet) |
| Werder Bremen     | 9–3    | Racing Genk      | 4–1      | 5–2      |
| Halmstad          | 4–5    | 1860 Munich      | 3–2      | 1–3      |
| AEK Athens        | 6–2    | Herfølge         | 5–0      | 1–2      |
| Hertha BSC        | 4–2    | Amica Wronki     | 3–1      | 1–1      |
| Lillestrøm        | 3–5    | Deportivo Alavés | 1–3      | 2–2      |
| Internazionale    | (a)1–1 | Vitesse          | 0–0      | 1–1      |
| Bordeaux          | 3–2    | Celtic           | 1–1      | 2–1(aet) |
| Espanyol          | 4–1    | Grazer           | 4–0      | 0–1      |
| Boavista          | 1–2    | Roma             | 0–1      | 1–1      |
| Tirol Innsbruck   | 2–3    | Stuttgart        | 1–0      | 1–3      |
| Red Star Belgrade | 4–5    | Celta de Vigo    | 1–0      | 0–3      |
| Lokomotiv Moscow  | 3–1    | Inter Bratislava | 1–0      | 2–1      |
| Basel             | 1–3    | Feyenoord        | 1–2      | 0–1      |
| Liverpool         | 4–2    | Slovan Liberec   | 1–0      | 3–2      |
| Rayo Vallecano    | (a)2–2 | Viborg           | 1–0      | 1–2      |
| Lausanne          | 3–2    | Ajax             | 1–0      | 2–2      |
| Nantes            | 3–1    | MTK Hungária     | 2–1      | 1–0      |
| Club Brugge       | 3–2    | St. Gallen       | 2–1      | 1–1      |
| Parma             | 2–1    | Dinamo Zagreb    | 2–0      | 0–1      |
| OFI Crete         | 3–6    | Slavia Prague    | 2–2      | 1–4      |
| Wisła Kraków      | 0–3    | Porto            | 0–0      | 0–3      |

## Terceira fase
| Equipe 1         | Total | Equipe 2       | 1.º jogo | 2.º jogo |
| ---------------- | ----- | -------------- | -------- | -------- |
| Hertha BSC       | 1–2   | Internazionale | 0–0      | 1–2      |
| Parma            | 4–2   | 1860 Munich    | 2–2      | 2–0      |
| Feyenoord        | 3–4   | Stuttgart      | 2–2      | 1–2      |
| Lokomotiv Moscow | 0–2   | Rayo Vallecano | 0–0      | 0–2      |
| PSV              | 4–0   | PAOK           | 3–0      | 1–0      |
| Roma             | 4–0   | Hamburg        | 1–0      | 3–0      |
| Nantes           | 7–4   | Lausanne       | 4–3      | 3–1      |
| Bordeaux         | 4–1   | Werder Bremen  | 4–1      | 0–0      |
| Olympiacos       | 2–4   | Liverpool      | 2–2      | 0–2      |
| Bayer Leverkusen | 4–6   | AEK Athens     | 4–4      | 0–2      |
| Shakhtar Donetsk | 0–1   | Celta de Vigo  | 0–0      | 0–1      |
| Deportivo Alavés | 4–2   | Rosenborg      | 1–1      | 3–1      |
| Espanyol         | 0–2   | Porto          | 0–2      | 0–0      |
| Osijek           | 3–5   | Slavia Prague  | 2–0      | 1–5      |
| Club Brugge      | 1–3   | Barcelona      | 0–2      | 1–1      |
| Rangers          | 1–3   | Kaiserslautern | 1–0      | 0–3      |

## Quarta fase
| Equipe 1         | Total  | Equipe 2          | 1.º jogo | 2.º jogo |
| ---------------- | ------ | ----------------- | -------- | -------- |
| Slavia Praga     | 0–1    | Kaiserslautern    | 0–0      | 0–1      |
| Stuttgart        | 1–2    | Celta de Vigo     | 0–0      | 1–2      |
| PSV              | (a)4–4 | Parma             | 2–1      | 2–3      |
| AEK Athens       | 0–6    | Barcelona         | 0–1      | 0–5      |
| Deportivo Alavés | 5–3    | Internazionale    | 3–3      | 2–0      |
| Porto            | 4–3    | Nantes Atlantique | 3–1      | 1–2      |
| Rayo Vallecano   | 6–2    | Bordeaux          | 4–1      | 2–1      |
| Roma             | 1–2    | Liverpool         | 0–2      | 1–0      |

## Quartas-de-final
| Equipe 1         | Total | Equipe 2       | 1.º jogo | 2.º jogo |
| ---------------- | ----- | -------------- | -------- | -------- |
| Barcelona(a)     | 4–4   | Celta de Vigo  | 2-1      | 2–3      |
| Porto            | 0–2   | Liverpool      | 0–0      | 0–2      |
| Deportivo Alavés | 4–2   | Rayo Vallecano | 3–0      | 1–2      |
| Kaiserslautern   | 2–0   | PSV            | 1–0      | 1–0      |

## Semifinais
| Equipe 1  | Total | Equipe 2       | 1.º jogo | 2.º jogo |
| --------- | ----- | -------------- | -------- | -------- |
| Alavés    | 9–2   | Kaiserslautern | 5–1      | 4–1      |
| Barcelona | 0–1   | Liverpool      | 0–0      | 0–1      |

## Final
| 16 de maio de 2001 | Liverpool                                                                       | 5 – 4              | Alavés                                            | Westfalenstadion, Dortmund                         |
| 20:45              | Babbel 3' · Gerrard 16' · McAllister 40' (pen.) · Fowler 72' · Geli 116' (o.g.) | Report UEFA Report | Alonso 26' · Moreno 47' · Moreno 49' · Cruyff 88' | Público: 48 050 Árbitro: Gilles Veissière (France) |